# نگون‌سار برگ پیچکی
نگون‌سار برگ پیچکی (نام علمی: Cyclamen hederifolium) نام یکی از گونه‌های سردهٔ نگون‌سار یا سیکلامن است. ارتفاع آن در حدود ۱۵ سانتیمتر است. این گیاه دارای برگ‌های تخم مرغی دراز و دارای اشکال جذاب و گل‌های صورتی میخکی به شکل گوی پردار بدمینتون در هوا و رو به بالا با ساقه‌هایی کوتاه است. نگون‌سارها از نظر زمان گل دادن، دارای انواع بهاره و پاییزی هستند. این نوع در پاییز گل می‌دهد. تکثیر این گیاه از راه تقسیم بوته یا جداسازی و کاشت غده‌ها، بعد از هر چند سال یا کاشت بذر صورت می‌گیرد